# Regina Paciskerk
De Regina Paciskerk, gebouwd in 1938, was een bakstenen zaalkerk in Lutselus in de Belgische gemeente Diepenbeek toegewijd aan Onze-Lieve-Vrouw Koningin van de Vrede.

## Situering
Op 22 maart 1935 besliste de Diepenbeekse gemeenteraad dat er grond zou voorbehouden worden voor de bouw van een kerk en erlangs een school in de naderhand opgerichte Diepenbeekse parochie Lutselus. Daarbij kwam men ook overeen om gemeente te laten instaan voor de bouw en werd architect Isidoor Hintjens belast met de opdracht. De gemeentelijke kerk verrees tussen 1936 en 1938 op de hoek van de Pastorijstraat en de N76. Op pinksterdag 1941 werd de kerk door bisschop monseigneur Kerkhofs plechtig toegewijd aan Onze-Lieve-Vrouw van de Vrede. Het totale kostenplaatje bedroeg 756 000 Belgische franken. Het geheel oogde als een modern gebouw. Men opteerde voor een sobere bakstenen zaalkerk met één grote kolommenvrije ruimte met een voorportaal en een markante toren in het noordwesten. De inwoners van Diepenbeek noemden het de Congolese kerk door het witgeverfde betonnen lijstwerk rond ramen en deuren.

24 glasramen van de kerk werden tussen 1949 en december 1953 vervaardigd door Roger Daniëls en geplaatst in de ramen van de zijwanden; drie kregen een plaats boven het oksaal. De sterk gekleurde glasramen beeldden taferelen uit het Oude en het Nieuwe Testament uit en kwamen goed tot hun recht tegen de sobere witte wanden van de kerk. De totale kostprijs bedroeg 321 000 Belgische franken. De kruisweg uit metaalplaat was van L. Boeverie en dateerde uit 1935.

## Instorting van de kerk
Op 25 december 2010 rond 4 uur in de ochtend, slechts enkele uren na de middernachtmis, stortte het dak in. Alleen de voor- en achterkant en het grootste deel van de toren stonden nog recht. De oorzaak is waarschijnlijk overbelasting door sneeuw op het licht hellende dak waardoor de zijdelingse druk op de niet van steunberen voorziene zijwanden te groot werd. Dit had als gevolg dat de beide zijwanden van het gebouw naar buiten gedrukt werden en het dak instortte. Bij de ramp vielen geen slachtoffers.
Uit veiligheidsoverwegingen werden op 25 december 2010 ook de achterste muur en de resten van de toren gesloopt.

## Afbraak en heropbouw

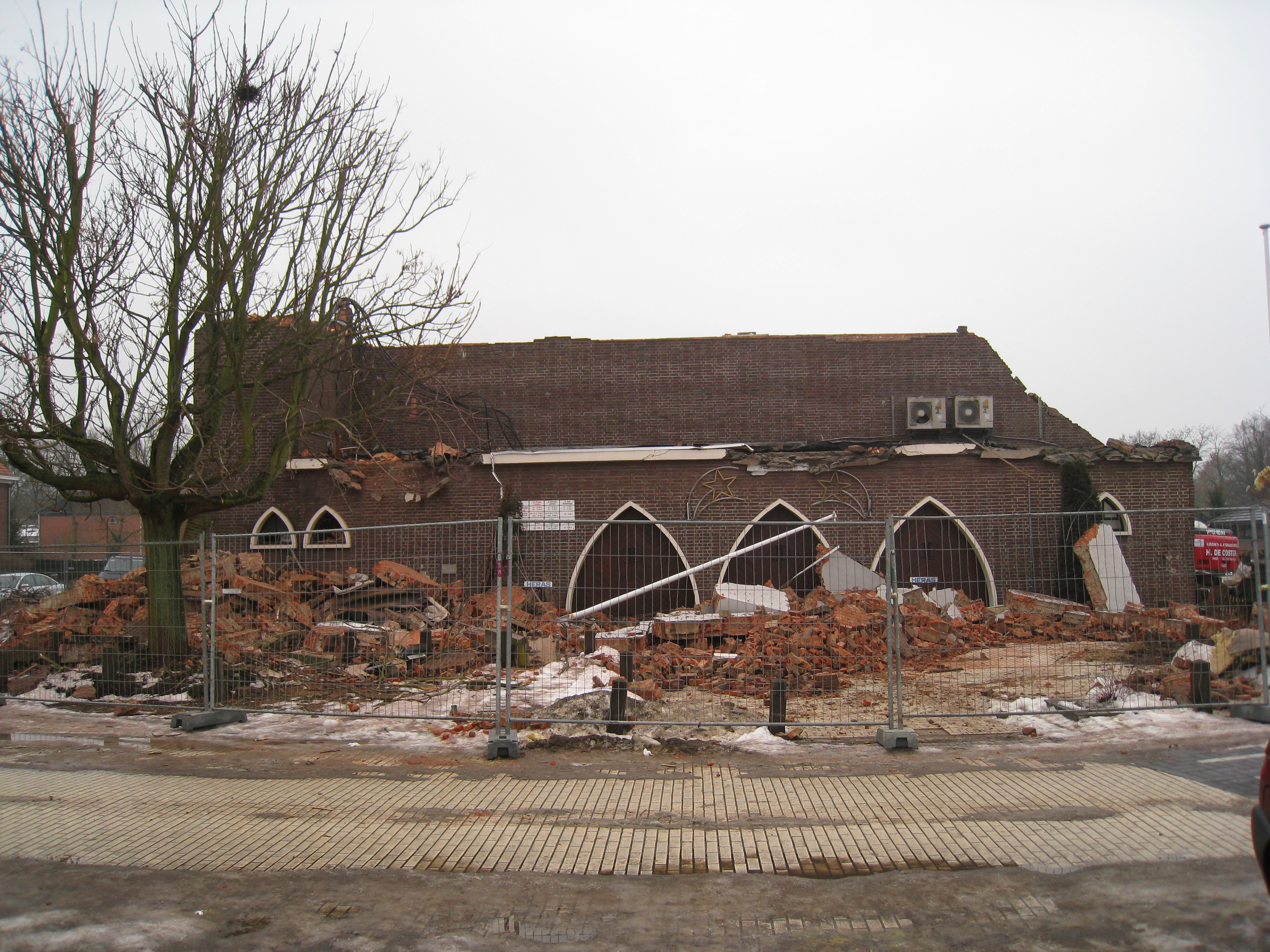
Afbraak van de Regina Paciskerk

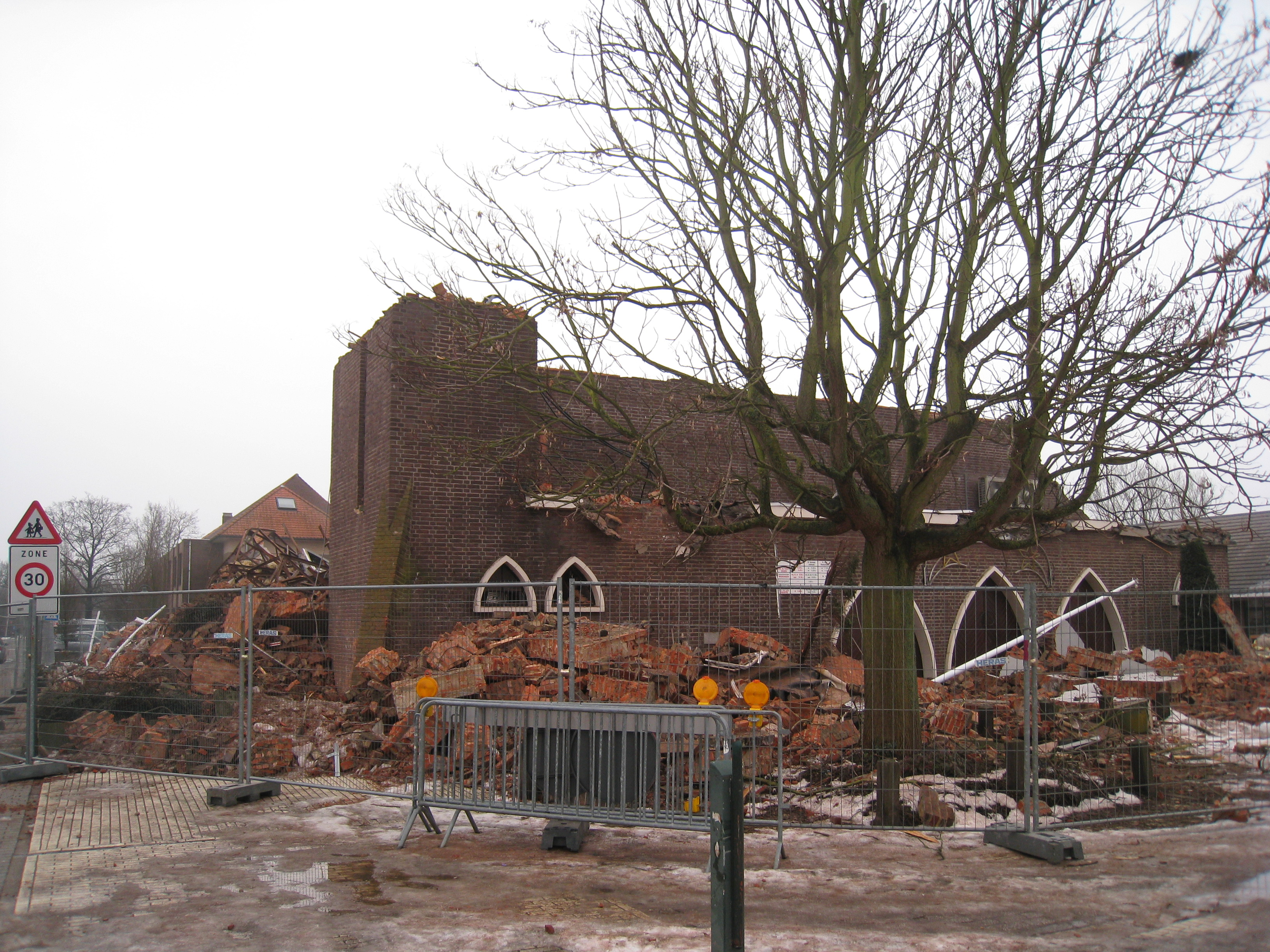
Afbraak van de Regina Paciskerk

Men is het er vlug over eens geraakt om het verzekeringsgeld van 2,2 miljoen euro aan te wenden voor de heropbouw. Eind 2010 liet minister Geert Bourgeois (N-VA) weten dat door het instorten van de kerk, Diepenbeek de mogelijkheid geboden krijgt "om een nieuwe kerkarchitectuur op te zetten op maat van de lokale gemeenschap". Verder gaf de minister nog aan dat de gemeente Diepenbeek een beroep kan doen op de diensten van de Vlaams Bouwmeester (Peter Swinnen), die lokale besturen gratis adviseert bij herbestemmingen en het gebruik van openbare ruimten.

Op 29 december 2010 was er een vergadering rond de bestemming van het nieuwe gebouw met het gemeentebestuur, vertegenwoordigers van de parochie en het Bisdom. De sp.a schepen voor Erediensten in Diepenbeek, Frank Keunen, is het idee toegenegen om er een soort gemeenschapshuis te bouwen waar, naast eucharistievieringen, ook culturele activiteiten kunnen plaatsvinden. De kerkfabriek wil dat de nieuwe kerk alleen voor de eredienst wordt gebruikt. Het idee om er een kleinschalige kerk te bouwen, uitsluitend voor de katholieke eredienst blijft een mogelijkheid.

Het schepencollege deelde nog mee dat er mogelijk een referendum voor alle inwoners van Diepenbeek zal plaatsvinden om hun mening te vragen over de bestemming van de verzekeringsgelden.
Men is ondertussen gestart met het ruimen van het puin. Deze klus moet geklaard voordat de lessen in de aangrenzende school worden hervat. Bij het ruimen hoopt men de eerste steen van 1938 en de kerkklok intact terug te vinden.

Op 24 januari 2011 besliste de Diepenbeekse gemeenteraad dat er een nieuw gebedshuis komt in Lutselus, niet noodzakelijk op dezelfde locatie.
Op 21 juni 2011 besliste de Diepenbeekse gemeenteraad unaniem dat de nieuwe kerk op een multifunctioneel buurtplein aan de huidige pastorie zal komen. Daarbij zal de ingang van het nieuwe gebedshuis aansluiten op het ontmoetingscentrum en de lagere school, zodat er een buurtplein ontstaat.
De gemeente startte in augustus 2017 met de werken om, op de plaats van het voormalige OCL (Ontmoetingscentrum Lutselus) een nieuwe zaal te bouwen waarin een gebedsruimte kan gebruikt worden. Het werd een polyvalent complex met een feestzaal en twee vergaderlokalen waarbij elk van deze ruimtes in functie van de benodigde grootte als kerkzaal ingezet kan worden. De kerk werd op zondag 6 oktober 2019 ingehuldigd en gezegend door monseigneur Patrick Hoogmartens, bisschop van Hasselt.